# Bulbul cantaire
El bulbul cantaire (Chlorocichla laetissima) és una espècie d'ocell de la família dels picnonòtids (Pycnonotidae). Es troba a República Democràtica del Congo, Kenya, Sudan del Sud, Sudan, Tanzània, Uganda i Zàmbia. Els seus hàbitats principals són els boscos tropicals i subtropicals de frondoses humits de l'estatge montà i les àrees forestals fortament degradades. El seu estat de conservació es considera de risc mínim.